# Niellokreuz von St. Trudpert
Das Niello-Kreuz von St. Trudpert ist ein in der Niello-Technik gearbeitetes Vortragekreuz in der Form eines Krückenkreuzes, das im 12. Jahrhundert für das ehemalige Benediktinerkloster St. Trudpert im Münstertal gestiftet wurde. Es befindet sich heute in der Obhut der Katholischen Kirchengemeinde Staufen-St. Trudpert.

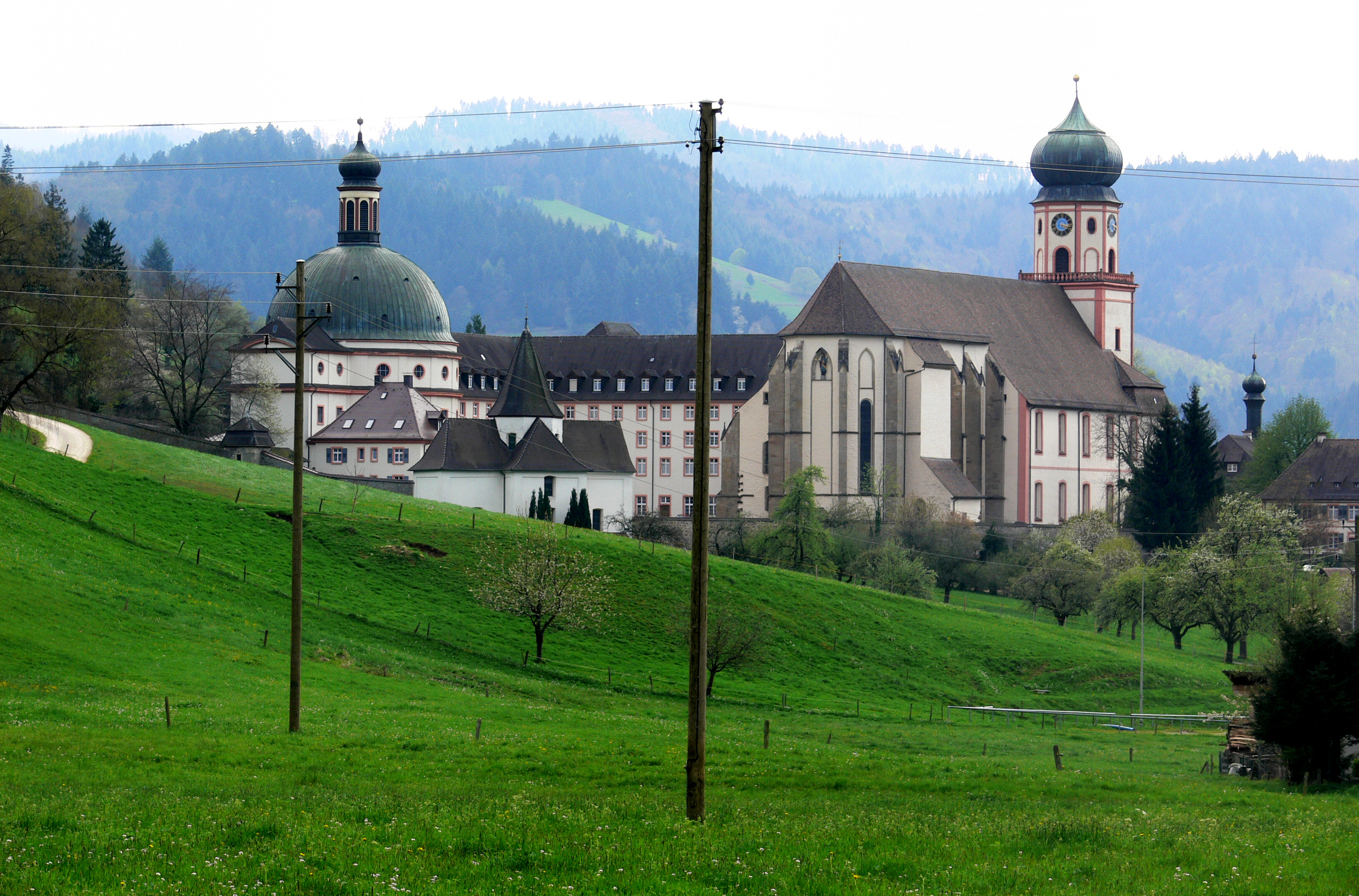
Kloster St. Trudpert im Münstertal

## Beschreibung
Das in Silberblech getriebene, gravierte und mit Steinschmuck verzierte Kreuz auf Holzkern ist ca. 67 cm hoch und 50 cm breit. Eine Besonderheit bildet die Farbgebung in Niello-Technik (it. niello und lat. nigellus = schwärzlich); dabei wird eine aus Silber, Kupfer, Blei und Schwefel bestehende blau-schwarze Masse in die gravierten Silberplatten eingeschmolzen.
Die Vorderseite zeigt Jesus am Kreuz, den Kopf zur Seite geneigt, die Augen geöffnet, die Füße nebeneinander genagelt („Viernagelkreuz“), mit Nimbus statt Dornenkrone; unter dem Querbalken die freistehenden Figuren von Maria und dem Apostel Johannes. Über dem Haupt des Gekreuzigten ist unter einem Bergkristall eine kleine Kreuzreliquie eingelassen.
Die Kreuzenden sind durch rechteckige Reliefplatten erweitert; sie enthalten Darstellungen von drei Evangelisten: Markus (oben), Matthäus (rechts) und Lukas (links); kniend hält jeder von ihnen ein Schriftband mit den Anfangsworten seines Evangeliums. Auf den Rahmen dieser Reliefs finden sich – teilweise beschädigte – Inschriften; bei Markus: FILIVS HOMINI(S) NON HABET VBI CAPVT SVVM RECLINET = Der Menschensohn hat nichts, wohin er sein Haupt legen kann; bei Matthäus: TRADETVR PRINCI(PI)B(VS) SACERDOTVM ET (CON)-DEMPNABVNT EVM MORTE = Er wird den Hohenpriestern überliefert werden und sie werden ihn zum Tode verurteilen; bei Lukas: SIC O(PORTE)BA(T) PAT(I) XPM (Christum) (et) RESVRGERE A MORTVIS E TER(TIA DIE) = So steht geschrieben, dass Christus leiden und am dritten Tag von den Toten auferstehen werde. Auf der unteren Reliefplatte ist eine Frau dargestellt, die kniend und mit erhobenen Händen zu dem Gekreuzigten aufschaut; die Inschrift auf dem Rahmen lautet: (I)N CR(V)CE XPE (Christe) GEMENS ANNAM ME RESPICE CLEMEN(S) = Am Kreuz seufzend, Christus, blicke auf mich, Anna, mild herab. Kreuzeststamm, Nimbus und Lendenschurz Jesu sowie die Gewänder von Maria und Johannes, den Evangelisten und den Stiftern sind vergoldet; außerdem weisen sowohl das Lendentuch Jesu als auch die Gewänder von Maria und Johannes Verzierungen mit geometrischen Mustern in Niello-Technik auf.

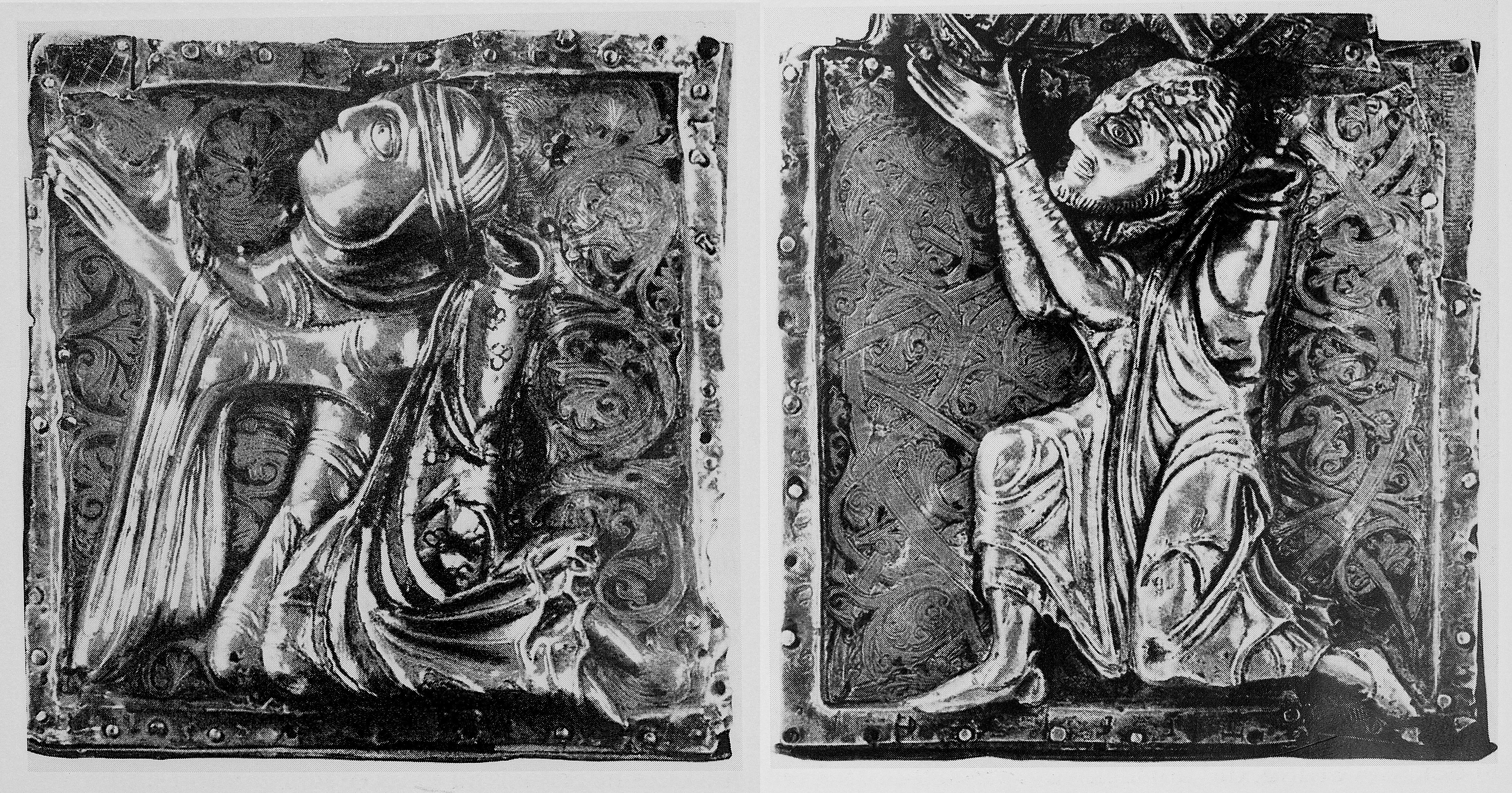
Stifterfiguren von „Anna“ und „Godefrid“ am unteren Kreuzende jeweils auf der Vorder- und Rückseite

Auf der Rückseite des Vortragekreuzes ist ungeachtet der durch die Vorderseite vorgegebenen Kreuzform der thronende Christus als Weltenrichter dargestellt; er zeigt seine Wundmale, hält die Arme ausgebreitet und hat die Füße parallel auf einem Suppedaneum aufgesetzt; sein Haupt ist mit einer Gloriole umgeben, darüber die Dornenkrone, seitlich das Kreuz sowie ein Kelch mit drei Nägeln und der Lanze (Leidenswerkzeuge); die Platte unterhalb der Füße enthält ein Flachrelief mit der Auferweckung der Toten, wie sie sich mit den Gewändern der Auferstehenden bekleiden. Die Reliefplatten oben und seitlich zeigen drei Engel des Weltgerichts mit Posaunen; die Inschriften auf den Rahmen lauten: OLIM DEF(VN)CTI MONET HEC VOX SVRGITE CVNCTI = Einst fordert diese Stimme die Toten auf: erhebt euch alle (oben); XRIST(TO) AD(DI)CTI SEM(PER) GAVDENT BENED(I)C(TI) = Die Christus Zugesprochenen freuen sich allezeit als Gesegnete (links); DAMNATVS PLANGIT TV(BA) QVANDO NOVISSIM(A) CLANGIT = Der Verdammte klagt laut, wenn die Posaune des Jüngsten (Tages) erschallt. Auf der Reliefplatte unter der Auferweckungsszene ist ein kniender Mann zu sehen, der beide Arme zum Weltenrichter erhebt; auf dem Rahmen ist bruchstückhaft zu lesen: ... RVM ME (LE)TIFICET GODEF(R)IDVM = Er möge mich, Gottfried, mit Freude erfüllen.

## Erläuterung
Anlässlich der gründlichen Restaurierung 1970 bis 1972 in der Goldschmiedewerkstatt Michael Amberg in Würzburg konnten fehlerhafte Montagen der Reliefplatten der ursprünglichen Anordnung entsprechend korrigiert werden; dabei wurden die Reliefplatten der Evangelisten und der Engel ausgetauscht sowie die beiden Stifterreliefs auf der Vorder- und Rückseite ausgewechselt. Im aktuellen Zustand kniet die als „Anna“ bezeichnete weibliche Figur wieder auf der Vorderseite unter dem Gekreuzigten, den sie mit betenden Händen anfleht, auf sie unter dem Kreuz herabzublicken, wie es die Inschrift besagt. Auf der Rückseite ist wieder die „Godefrid“ genannte männliche Figur zu sehen, die unterhalb des Weltenrichters kniet und mit hoch erhobenen Händen darum bittet, ihm die Freuden des ewigen Lebens zu gewähren, ebenfalls in Übereinstimmung mit der Inschrift. Diese von der Wissenschaft bereits mehrfach geforderten Korrekturen sind damit seit 1972 durchgeführt; allerdings kommen immer noch einzelne Abbildungen ohne Hinweis auf diese Korrekturen vor.
In der Fachliteratur der Goldschmiedekunst des Mittelalters wird angenommen, dass es sich bei dem in der Inschrift auf der Rückseite genannten „Godefrid“ um Gottfried von Staufen handelt. Er war zwischen 1161 und 1175 Marschall des Herzogs Berthold IV. von Zähringen und gleichzeitig Vogt der damaligen kleinen Stadt Münster und des benachbarten Benediktinerklosters St. Trudpert im Münstertal bei Freiburg im Breisgau, verstorben um 1178. Es gilt auch als wahrscheinlich, dass die auf der Vorderseite dargestellte „Anna“ die Stifterin des wertvollen Vortragekreuzes mit der Kreuzreliquie gewesen ist; dafür spricht ihre Darstellung auf der wichtigeren Frontseite und die Position des „Godefrid“ auf der Rückseite mit Christus als Weltenrichter und unterhalb des Reliefs mit der Auferweckung der Toten. Es könnte sich demnach so verhalten haben, dass „Anna“, deren Person bis heute nicht eindeutig identifiziert werden konnte (Gemahlin oder Verwandte), im Gedenken an den um 1178 verstorbenen „Godefrid“ dieses Niello-Kreuz für die Klosterkirche St. Trudpert gestiftet hat; dafür spricht auch die Tatsache, dass die Herren von Staufen ihren Sitz auf der Burg Staufen am Auslauf des Münstertales in die Rheinebene hatten und dass ihre Grablege in der Klosterkirche St. Trudpert war.
Das romanische Niello-Kreuz von St. Trudpert darf nicht verwechselt werden mit dem ebenfalls aus der Benediktinerabtei St. Trudpert stammenden gotischen Vortragekreuz, das nach der Säkularisation auf Umwegen 1885 in die Eremitage (Sankt Petersburg) gelangte.
Dieses Kreuz in der Größe von ca. 72 × 52 cm, das in der zweiten Hälfte des 13. Jahrhunderts vermutlich in Straßburg entstanden ist, nimmt einen Spitzenplatz unter allen europäischen Goldschmiedearbeiten dieser Zeit ein; es enthält ebenfalls einen Partikel des Wahren Kreuzes Christi. Einzelheiten können dem 2003 von Klaus Mangoldt herausgegebenen Werk mit den neuen Forschungsergebnissen entnommen werden. Seit 1983 gibt es auch in der Kapelle des Loretto-Krankenhauses in Freiburg ein Kreuz über dem Zelebrationsaltar, das der Freiburger Künstler Hans Baumhauer dem Niello-Kreuz von St. Trudpert nachgebildet hat.

## Würdigung
Der Berliner Kunsthistoriker Dietrich Kötzsche (1930–2008) datiert das Niello-Kreuz eines anonymen Meisters im südwestdeutschen Raum zwischen 1177 und 1180. Es sei das umfangreichste aus dem 12. Jahrhundert erhaltene Niellowerk und bisher kunstgeschichtlich kaum einzuordnen. Ohne unmittelbare Voraussetzungen und auch ohne Nachfolge stehe es in der Goldschmiedekunst des 12. Jahrhunderts gänzlich allein. Mit den gedrungenen Proportionen der Figuren und dem streng stilisierten Faltenwerk mute die Treibarbeit in dieser Zeit altertümlich und fremdartig an. Doch sei dieses Kreuz insgesamt schon durch seine Größe und durch die Vielzahl der Figuren, besonders durch die beiden beherrschenden Christusfiguren, von eindrucksvoller Monumentalität.